# Alfred Robert Freebairn

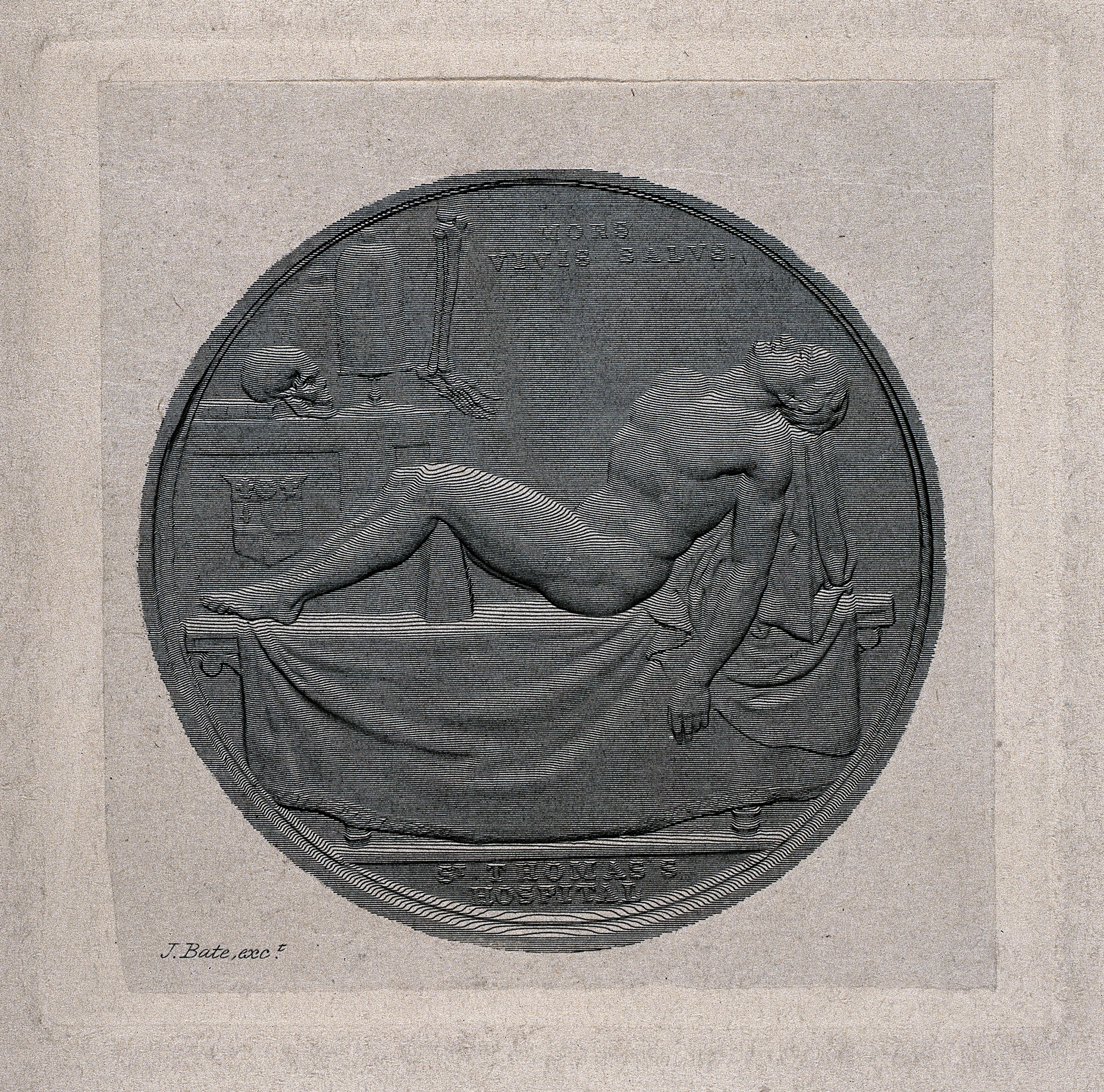
Grabado de A. R. Freebairn que utiliza la técnica del anagliptógrafo de John Bate.

Alfred Robert Freebairn (Londres, 1794 - 21 de agosto de 1846) fue un impresor y grabador inglés, hijo del pintor paisajista Robert Freebairn. Estudió en la Royal Academy of Arts, donde aprendió a copiar viñetas e ilustraciones. También realizó grabados de paisajes para guías de viaje.

## El anagliptógrafo y John Bate
Freebairn se convirtió en un experto en el manejo del anagliptógrafo, un aparato patentado por John Bate que permitía representar el aspecto de una superficie en relieve sobre una hoja totalmente plana, mediante el uso de tramas que sugerían las sombras y las luces de los volúmenes del original. Este procedimiento fue usado por Freebairn para reproducir medallas y monedas, pero también el relieve topográfico de diferentes lugares, como los campos de batalla de la Primera Guerra Mundial, por ejemplo. Algunos de estos grabados se publicaron en la revista The Art Union (1846). Sus obras más importantes en este estilo fueron A salver of the 16th century, de Jean Goujon, y una serie de grabados sobre el Escudo de Aquiles, del escultor John Flaxman.

## Fallecimiento
Su muerte ocurrió de manera repentina el 21 de agosto de 1846, dos días después de la muerte de su madre. Fue enterrado en el cementerio de Highgate, en el norte de Londres.